# Guglielmo Miliocchi
Guglielmo Miliocchi (Perugia, 12 settembre 1873 – Perugia, 14 dicembre 1958) è stato un politico italiano.

## Biografia
Figlio di un calzolaio e di una sarta della famiglia Borgarelli del Rione di Porta Sant'Angelo di Perugia, fu maestro di scuola elementare e attivista del Partito Repubblicano Italiano.
Giovanissimo venne a contatto con ambienti anarchici, anche se ben presto passò alla militanza attiva nel Partito Repubblicano, sulla scia delle idee che lo legavano a Giuseppe Mazzini. Diplomatosi alle scuole magistrali, insegnò come sotto-maestro solamente per pochi anni, dapprima a Morro Reatino, poi a Perugia, nelle Scuole Elementari Urbane Maschili.
Nel 1900 fu radiato dall'insegnamento per idee anticlericali ed anti-monarchiche ed accusato di aver promosso comizi non autorizzati, nonché per aver propagandato il libro I doveri dell'uomo di Giuseppe Mazzini. Il casus belli sembra fu però il rifiuto di rispettare il lutto per la morte del re Umberto I.
Nel 1901, fondò, insieme all'amico e docente di filosofia Zopiro Montesperelli il settimanale dei repubblicani umbro-sabini Il Popolo, per il quale svolse sempre costante attività pubblicistica, incaricato prevalentemente di relazionare sui Congressi del Partito. Per alcuni anni ne fu gerente responsabile. Nello stesso anno aderì alla Massoneria, iniziato nel a Perugia nella Loggia Guardabassi, compare poi tra i fondatori della “XX Giugno 1859”, dove avrebbe ricoperto fino al 1921 la carica di Oratore. Nel settembre del 1943 partecipò alla ricostituzione della Loggia Guardabassi, nella quale si raccolsero i vecchi massoni perugini, che lo designarono nell’occasione 2° Sorvegliante. Nel Rito scozzese antico ed accettato raggiunse il 33º grado.
Nel 1909 fu nominato segretario del Comitato per le celebrazioni del Cinquantenario del 20 giugno 1859, data che segna la fine del governo dello Stato pontificio a Perugia.
Dal 19 agosto 1914 al 20 marzo 1915 fu soldato, arruolatosi volontario allo scoppio della prima guerra mondiale; nella Legione garibaldina della Legione straniera francese combatté nell'impresa delle Argonne, ove strinse amicizia con Peppino Garibaldi, il fratello Bruno Garibaldi, Giuseppe Chiostergi (che lo ricorderà nelle sue memorie circa il periodo bellico) e molti altri futuri esponenti politici. Dalla trincea scrisse un Diario intitolato Ricordi dal Fronte che pubblicò poco alla volta su Il Popolo.
Fu eletto consigliere comunale dal 1909 al 1918 (eccetto il periodo della militanza bellica) per il Partito Repubblicano e, dopo l'avvento della Repubblica Italiana, dal 1946 al 1957 con deleghe su istruzione, scuola, problemi sociali, tra cui è anche la proposta di creare a Perugia una "biblioteca itinerante" (1947). 
Organizzò diverse manifestazioni e raccolte di firme per un monumento ai Caduti del 20 giugno 1859 in piazza Giordano Bruno, davanti alla Basilica di San Domenico e per l'edificazione di un centro ricreativo laico per ragazzi. 
In difficoltà dopo l'avvento del fascismo, ne patì rappresaglie, umiliazioni ed incarceramenti. Perse per sempre la possibilità di insegnare e fu annoverato tra gli schedati politici sottoposti a severa e costante sorveglianza. Costretto a cambiare casa più volte ed a patire la fame, si procacciava da vivere come distributore e venditore di giornali, lunari ed almanacchi porta a porta. Clandestinamente fece pubblicare opuscoli di propaganda di carattere mazziniano e repubblicano, non mancando mai di tenere per le vie e per le piazze di Perugia lezioni pubbliche di storia del Risorgimento e rudimenti di politica.

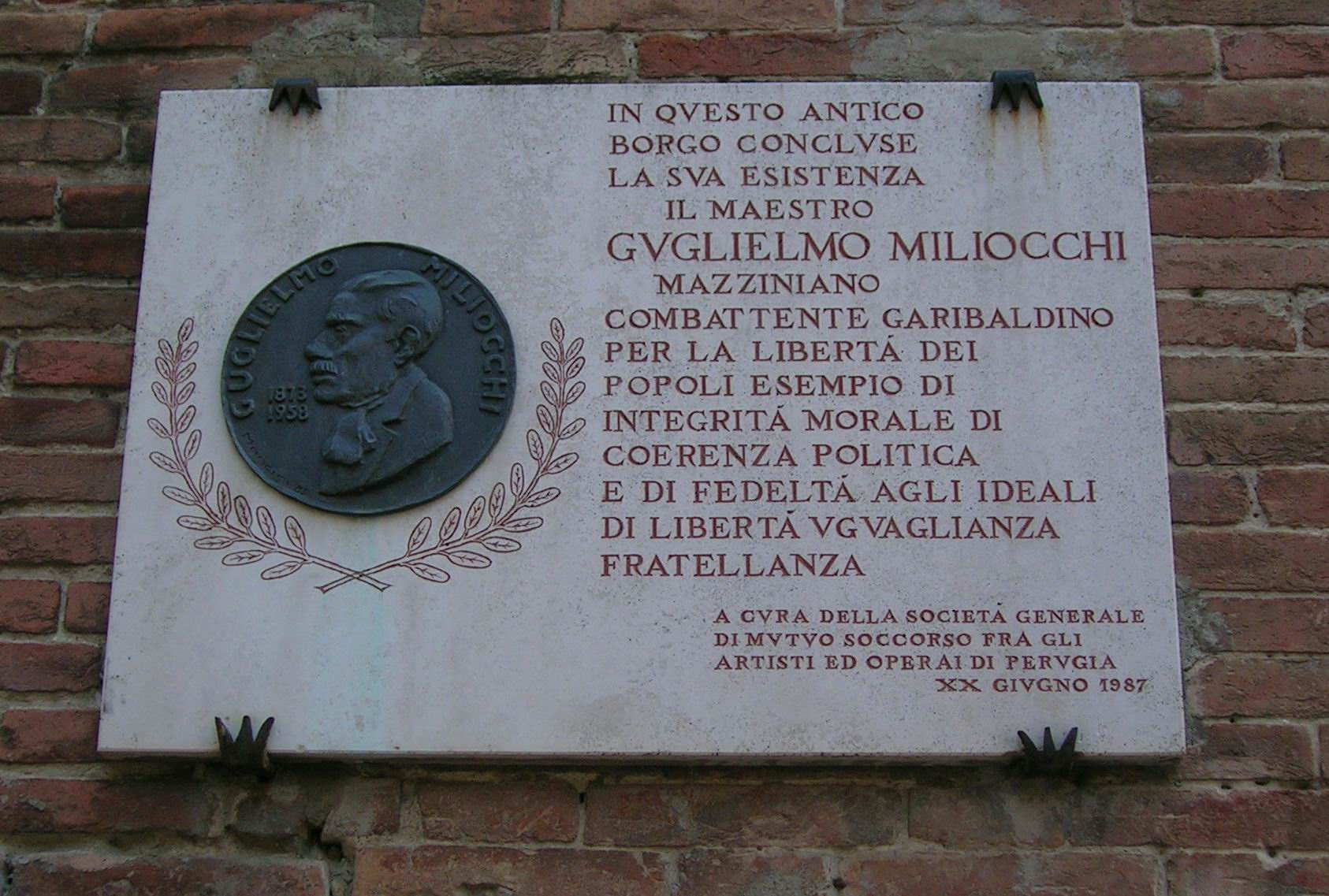
Lapide commemorativa di Guglielmo Miliocchi

Dopo la liberazione della stessa città di Perugia il 20 giugno 1944, insieme ad Aldo Stornelli ridiede impulso alla Società Generale di Mutuo Soccorso fra gli artisti e gli operai di Perugia e fu incaricato di responsabilità civiche e pubbliche. Intrattenne una corrispondenza epistolare con molti vecchi amici mazziniani e garibaldini, tra cui Cipriano Facchinetti e Randolfo Pacciardi. In ragione del suo operato da giornalista e pubblicista fu nominato presidente e decano del Circolo della Stampa di Perugia.
Gli ultimi anni della sua vita li passò in povertà, circondato dall'affetto di amici e discepoli come Vittor Ugo Bistoni, Luigi Antonelli ed il poeta dialettale perugino Claudio Spinelli.  
Morì a Perugia, nella sua ultima abitazione di borgo Sant'Angelo, nel 1958 e fu sepolto nel Cimitero monumentale, nel reparto dedicato ai cittadini illustri. Sulla sua lapide sono incise le parole del suo testamento spirituale: Ho vissuto e muoio nella fede di Giuseppe Mazzini. 
Su di lui l'abbondante aneddotica lo descrive come sempre avvolto in un nero tabarro e con il fiocco nero al posto della cravatta e, di lui, lo scrittore e avvocato Dante Magnini, fondatore dell'Associazione Culturale Famiglia Perugina scrisse:

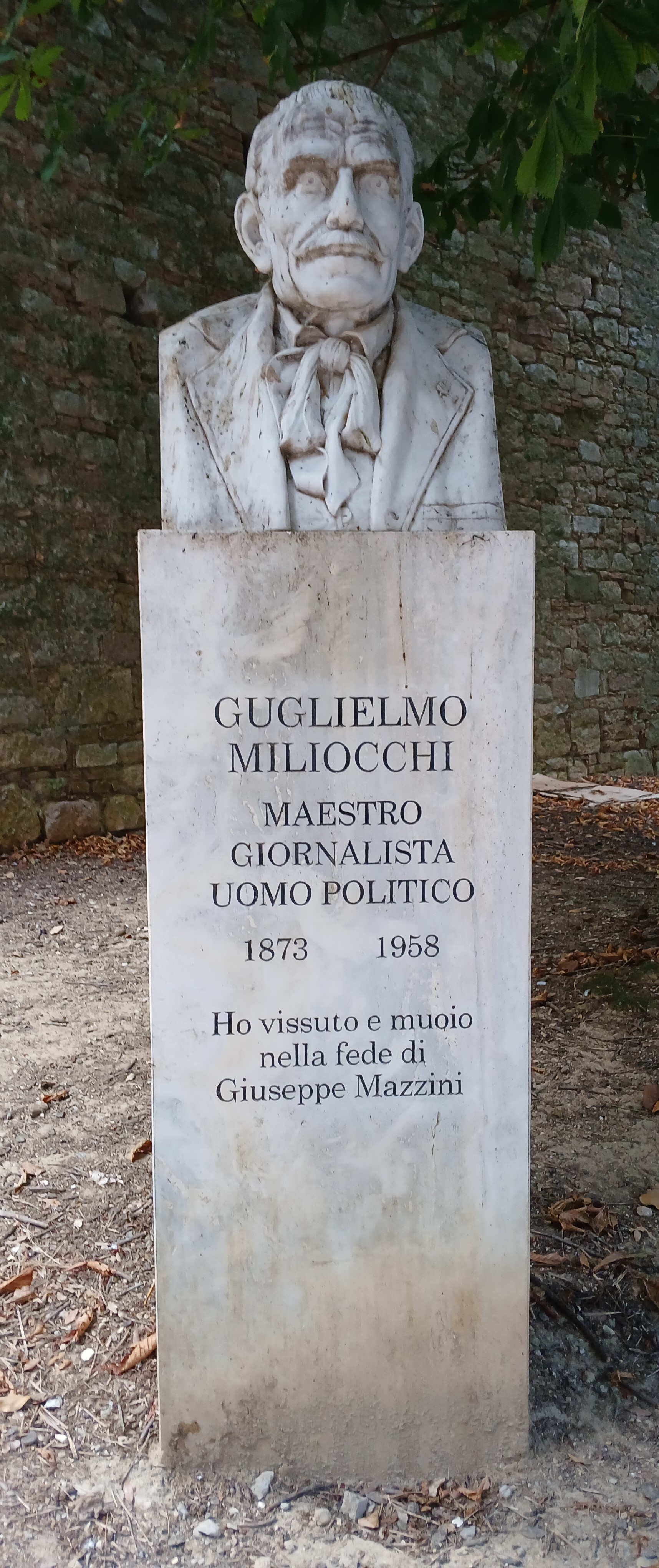
Busto marmoreo a Perugia

Il poeta Claudio Spinelli lo ricordò con commozione in svariate poesie edite dopo la morte del maestro.
Uno dei suoi collaboratori e discepoli, il politico Vittor Ugo Bistoni ne onorò la memoria con la fondazione di una loggia massonica intestata a suo nome, nel 25º anniversario della morte (1983), il Comune gli intitolò una via attorno agli anni sessanta, oltre che una sala riunioni dell'Associazione Culturale del borgo Sant'Angelo. 
Nel 2019, a poco più di sessant’anni dalla morte, Perugia volle ancora ricordarlo con un busto marmoreo nei Giardini presso la Chiesa di Sant’Ercolano, busto inaugurato alla presenza del sindaco di Perugia Andrea Romizi e del Gran Maestro Stefano Bisi.